# ミッシャ・エルマン
ミハイル・サウロヴィチ・"ミッシャ"・エルマン（Mikhail Saulovich 'Mischa' Elman, 1891年1月20日：タリノエ - 1967年4月5日：ニューヨーク）はウクライナ出身のヴァイオリニスト。情熱的な演奏スタイルと美音で有名であった。

## 生涯
キエフ地方の寒村タリノエ（あるいはタルノイエ）に生まれる。祖父はクレツマーすなわちユダヤ教徒の音楽のフィドル奏者だった。幼少期に絶対音感が認められたが、当時の音楽家の社会的地位の低さから、父親は職業音楽家としての行く末を案じていた。ついに父親が折れて小型ヴァイオリンが与えられると、習い覚えた旋律を弾くようになった。その後オデッサの官立音楽学校に入学。アレクザンダー・フリードマンに学んだ後、サラサーテの推薦状を得て、ペテルブルク音楽院の入学審査を受けた際、パガニーニの≪奇想曲 第24番≫とヴィニャフスキの協奏曲を演奏し、レオポルト・アウアーに強い印象を残して入学資格を得た。
1903年には資産家のパトロンの邸宅で演奏会を催すようになり、翌1904年にベルリン・デビューではセンセーションを巻き起こした。1905年のロンドン・デビューは、グラズノフのヴァイオリン協奏曲の英国初演で飾った。1908年のカーネギー・ホールにおけるアメリカ・デビューにおいても、聴衆を圧倒している。1911年からは単身アメリカ合衆国に移住。ロシア革命後は、ロシアに残った一家をアメリカ合衆国に呼び寄せ、1923年に市民権を得た。1921年に初来日。1926年にはエルマン四重奏団を結成するが、所詮は「エルマンの、エルマンによるエルマンのための四重奏団」でしかなく、活動は活発ではなかった。1936年から1937年にかけて、カーネギーホールで主要なヴァイオリン協奏曲15曲をすべて演奏する5回のコンサートを開き、絶賛を浴びる。1937年には2度目の来日を果たしている。1943年には、マルティヌーの≪ヴァイオリン協奏曲第2番≫（エルマンへの献呈作）を初演している。
第二次世界大戦後は同門のヤッシャ・ハイフェッツが「ヴァイオリンの帝王」として君臨する中、エルマンは地味に、しかし精力的に活動を続けた。全盛期にはおよそ半年の間に107回もの演奏活動をこなし、レコードの売上げ枚数は優に200万枚におよんだほどであったが、戦後の活動は往年の勢威にはとても及ばなかった。しかし、エルマンは意に介さず、レナード・バーンスタインなど戦後世代の音楽家とも積極的に共演した。1955年には3度目の来日を果たしている。エルマンは70歳を超えても引退する気はなく、生涯現役を貫いた。彼がいつまで演奏活動を続けるのか、その答えをエルマン自身が出す必要はなかった。

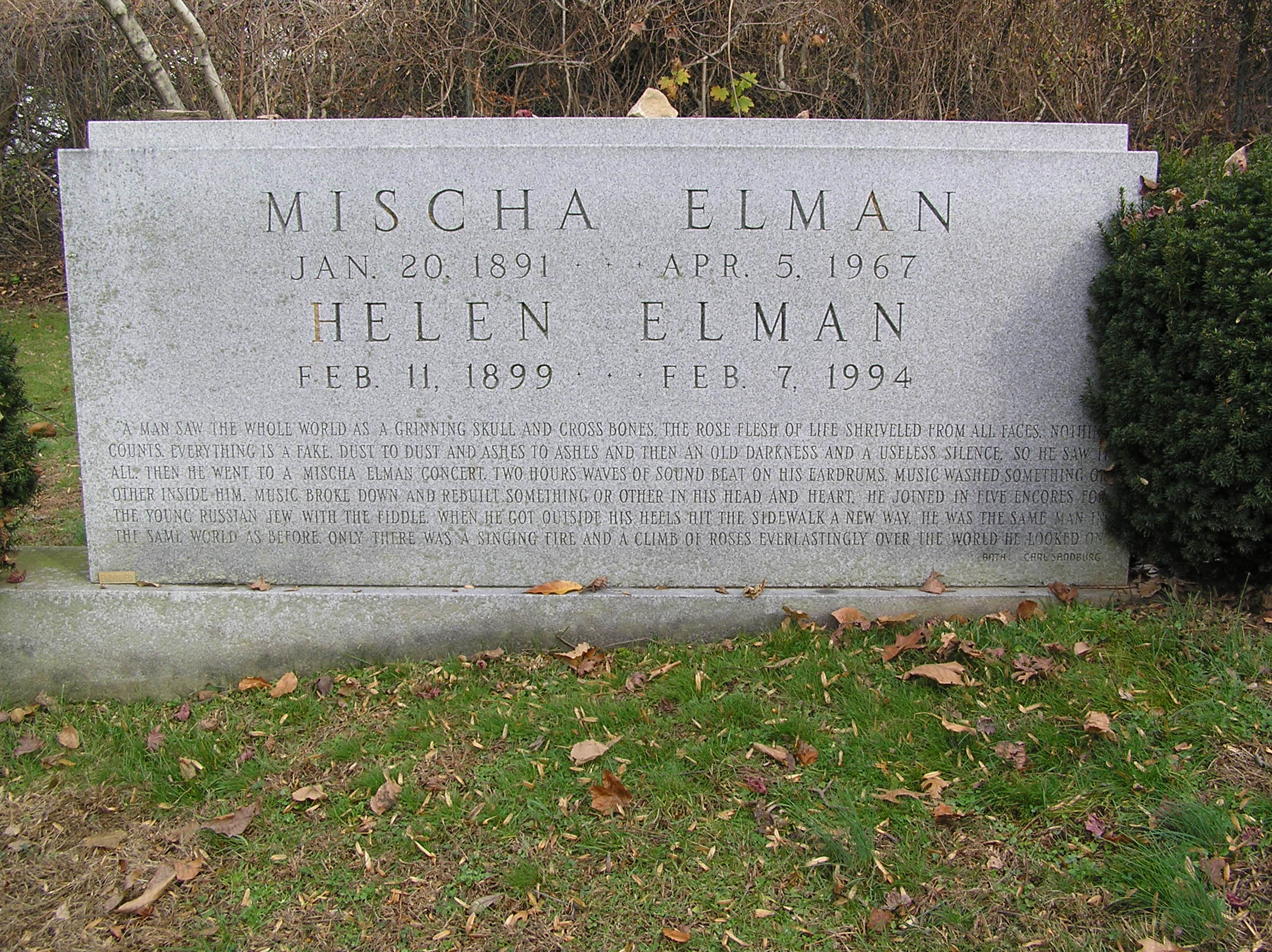
エルマンの墓

1967年4月5日、心臓発作のため76歳で死去。間近に迫ったリサイタルのためにいつものように練習していた最中に突然倒れて亡くなった。
墓所はニューヨーク州のウェストチェスター・ヒルズ墓地。

## 演奏スタイルとエルマン・トーン

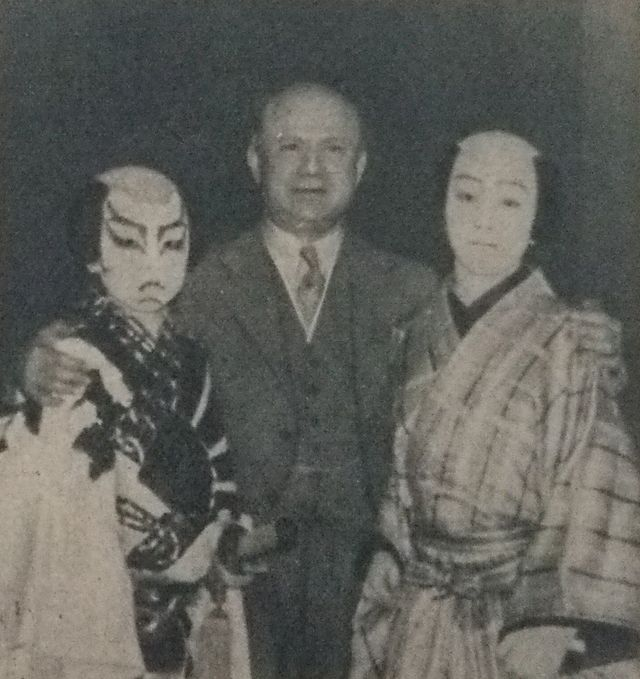
1921年の訪日の際、帝劇を訪れたエルマン

エルマンはハイフェッツの静かなアクションとは対照的な、派手に動く弾き方をしていたと伝えられる。また、エルマンの奏でる「粘っこく、重厚でヴィオラやチェロの響きを髣髴とさせる」音色は俗に「エルマン・トーン」とも呼称されているが、一説にはこの呼称は野村あらえびすが命名したものだと言われ、海外ではエルマンの音色についてあまり熱心には言及していないと言われている。そのあらえびす自身、『名曲決定盤』の中で「エルマン・トーン」を堪能するには機械式吹込みでも電気録音でもダメだという趣旨の発言をしている。音色に関してはアウアー（生前にSPレコードを1枚のみ残している）と似ているとも言われている。
機械録音時代から死の前年である1966年まで、長く録音活動も続けたエルマンのレコードの中で聴くに値するのはモノラル録音時代までとされており、ステレオ録音時代に残した録音は、難しいところではテンポを極端に落とすなど技術的な衰えが甚だしく、いくつかの小品の録音以外で聴く事はお勧めできないものが多いようだが、アラム・ハチャトゥリアンのヴァイオリン協奏曲など比較的新しいレパートリーも録音している。